# Copera congolensis
Copera congolensis is een juffer (Zygoptera) uit de familie van de breedscheenjuffers (Platycnemididae).
De soort staat op de Rode Lijst van de IUCN als niet bedreigd, beoordelingsjaar 2009.
De wetenschappelijke naam van de soort werd in 1908 als Platycnemis congolensis gepubliceerd door René Martin. In 1912 voerde hij de soort nogmaals op als 'nov. spec.' (nieuwe soort), maar met een zo goed als identieke beschrijving aan die van 1908.